# Ectatoderus machadoi
Ectatoderus machadoi är en insektsart som beskrevs av Lucien Chopard 1961. Ectatoderus machadoi ingår i släktet Ectatoderus och familjen Mogoplistidae. Inga underarter finns listade i Catalogue of Life.